# Paulianodes madecassus
Paulianodes madecassus är en insektsart som beskrevs av Mamet 1954. Paulianodes madecassus ingår i släktet Paulianodes och familjen ullsköldlöss.
Artens utbredningsområde är Madagaskar. Inga underarter finns listade i Catalogue of Life.